# Nanxun
Nanxun is een plaats in de prefectuur Huzhou in de Chinese provincie Zhejiang. De plaats staat bekend als een van de Venetiës van het Oosten.

## Geschiedenis
De plaats is rond 1252 ontstaan, ten tijde van de Song-dynastie. Ten tijde van de Ming- en de Qing-dynastie verkreeg Nanxun grote rijkdom, door de opkomst van de zijde-industrie. Begin 20e eeuw was Nanxun het centrum van de Chinese zijde-industrie.